# Đặng Xuân Hải
Đặng Xuân Hải (sinh ngày 19 tháng 10 năm 1944) là một nhà quay phim, đạo diễn phim tài liệu, Đại tá Quân đội nhân dân Việt Nam. Ông từng đảm nhiệm chức vụ Giám đốc Điện ảnh Quân đội nhân dân Việt Nam và Chủ tịch Hội Điện ảnh Việt Nam.

## Tiểu sử
Đặng Xuân Hải sinh ngày 19 tháng 10 năm 1944 tại thôn Hành Thiện, xã Xuân Hồng, huyện Xuân Trường, tỉnh Nam Định. Gia đình ông có truyền thống khoa bảng, bố của ông tên Đặng Xuân Quát, là người em thứ 2 cùng cha khác mẹ của Tổng Bí thư Trường Chinh (Đặng Xuân Khu). Mẹ ông tên Nguyễn Thị Hồng, Đặng Xuân Hải là con thứ hai trong gia đình có 9 anh chị em, người em kế ông là Đặng Xuân Cự, nguyên Viện trưởng Viện Hàn lâm Khoa học và Công nghệ Việt Nam.
Trong giai đoạn Toàn quốc kháng chiến, Đặng Xuân Hải cùng ông nội và gia đình tản cư vào vùng Hợp Thành - Nông Cống, Thanh Hóa. Sau giai đoạn này, năm 1955, khi cùng gia đình rời Nông Cống về làng Tả Hành, xã Duy Nhất, huyện Vũ Thư, tỉnh Thái Bình thì một số người thân của ông bị đưa ra đấu tố, tịch thu tài sản, bố ông sau này làm việc tại Ty Công nghiệp tỉnh Thái Bình.

## Sự nghiệp

### Nhà quay phim chiến trường
Tháng 4 năm 1963, Đặng Xuân Hải nhập ngũ, sau khi hoàn thành một năm huấn luyện, năm 1964, ông là lính bộ binh theo đoàn hành quân vào mặt trận Trị Thiên - Huế. Được tiếp xúc với máy ảnh từ nhỏ nên ở chiến trường ông nhận các công công việc chụp và tráng rửa hình ảnh khi đơn vị cần người ghi nhận tin tức.
Năm 1966, ông được đơn vị cử đi học lớp quay phim cấp tốc ngay tại mặt trận này, dưới sự hướng dẫn trực tiếp của nhà quay phim Tô Cương, Đặng Xuân Hải bắt đầu sự nghiệp với công việc của một phóng viên quay phim chiến trường. Ngay trong năm này, ông tham gia quay bộ phim tài liệu Tập ảnh Thừa Thiên với bút danh Nam Hải, phim được đạo diễn bởi Trần Việt. Trong chiến dịch Mậu Thân, Xuân Hải là người quay phim chính của phim tài liệu Vài hình ảnh chiến thắng đầu Xuân 1968, kịch bản và đạo diễn bởi Dương Minh Đẩu. Với bút danh Xuân Thảo, ông là người quay lại cảnh kéo lá cờ ở Cố đô Huế cũng như các trận đánh trên đường phố nội thành, trong quá trình tham gia bộ phim này ông bị thương nặng khi đang tác nghiệp tại Đại nội Kinh thành Huế. Đây được xem là bộ phim tài liệu đầu tiên và duy nhất (được trực tiếp thực hiện) về cuộc tấn công và nổi dậy mùa xuân 1968. Năm 1970, phim tài liệu Tập ảnh Thừa Thiên giành giải Bông sen Bạc tại Liên hoan phim Việt Nam lần thứ 1.
Năm 1968, Đặng Xuân Hải được điều ra Bắc học thêm về quay phim tại Trường Điện ảnh Việt Nam, khóa học này kéo dài 4 năm. Năm 1972, ông trở lại chiến trường Trị Thiên tham gia trận chiến 81 ngày đêm ở Quảng Trị, ông cùng đồng đội thực hiện bộ phim phóng sự Quân dân Trị Thiên tấn công và nổi dậy và phim tài liệu Chiến thắng lịch sử Xuân 1972. Tại Liên hoan phim Việt Nam lần thứ 2 tổ chức năm 1973 tại Hà Nội, phim tài liệu Chiến thắng lịch sử Xuân 1972 đã giành được giải Bông sen Bạc, còn phim tài liệu Vài hình ảnh chiến thắng đầu Xuân 1968 đoạt giải Bông sen Vàng và một giải đặc biệt cho quay phim.
Trong chiến dịch Hồ Chí Minh, Đặng Xuân Hải một lần nữa là thành viên của đoàn làm phim tài liệu do Trần Việt phụ trách. Tổ của ông gồm 3 thành viên, khi này ông là quay phim chính của tổ, đi theo Đoàn 232 tiến vào Sài Gòn. Vì không biết đường, tổ của ông ông vào tiến vào thành phố đã phải dò hỏi để đến được Dinh Độc Lập, tuy không ghi lại được hình ảnh cánh cổng Dinh Độc Lập bị húc đổ, đạo diễn Trần Việt đã thu xếp với Ban phụ trách quân quản để tổ quay của Đặng Xuân Hải ghi hình toàn bộ nội các của Dương Văn Minh. Thành quả cuối cùng là bộ phim tài liệu Chiến thắng lịch sử Xuân 1975 do Trần Việt đạo diễn đã giành được giải Bông sen Vàng tại Liên hoan phim Việt Nam lần thứ 4.

### Nhà làm phim tài liệu
Năm 1985, phim tài liệu Nước mắt nụ cười do Đặng Xuân Hải đạo diễn, kể về quá trình Quân đội nhân dân Việt Nam hỗ trợ nước bạn Campuchia chống lại Khmer Đỏ, đã giành được giải Bông sen bạc tại Liên hoan phim Việt Nam lần thứ 7. Năm 1990, bộ phim tài liệu Thị xã vẫn yên tĩnh do ông đạo diễn cũng giành được giải Bông sen bạc tại Liên hoan phim Việt Nam lần thứ 9.
Năm 2004, đạo diễn Đặng Xuân Hải đã mời nhà văn Hữu Mai viết kịch bản phim tài liệu về thời kỳ kháng chiến chống Pháp với tựa đề Cột mốc vàng Điện Biên Phủ. Khi Hữu Mai hoàn tất kịch bản, sợ không kịp thời gian sản xuất, phim làm ra không có gì đặc biệt, nên ông Hải đã quyết định tự mình thực hiện bộ phim. Cột mốc vàng Điện Biên Phủ sau đó đã giành giải Bông sen bạc ở hạng mục Phim tài liệu tại Liên hoan phim Việt Nam lần thứ 14.

### Công tác quản lý
Đặng Xuân Hải từng giữ chức Giám đốc của hãng Điện ảnh Quân đội nhân dân từ năm 1995, đến 2005 ông chính thức nghỉ hưu.
Năm 2009, Đặng Xuân Hải là thành viên Ban giám khảo hạng mục Phim tài liệu – khoa học của Liên hoan phim Việt Nam lần thứ 16. Năm 2010, ông đắc cử chức vụ Chủ tịch khóa VII của Hội Điện ảnh Việt Nam. Tháng 7 năm 2015, Đặng Xuân Hải tái đắc cử chức vụ này và đảm nhiệm cho tới năm 2021.

### Vinh danh
Năm 1993, Đặng Xuân Hải được phong tặng danh hiệu Nghệ sĩ ưu tú. Năm 2012, Đặng Xuân Hải xin xét duyệt Giải thưởng Nhà nước và danh hiệu Nghệ sĩ nhân dân với 4 tác phẩm: Vài hình ảnh chiến thắng Xuân 1968, Thị xã vẫn yên tĩnh, Nước mắt nụ cười và Cột mốc vàng Điện Biên Phủ. Ông nhận được đồng thuận cao từ Hội đồng cấp Nhà nước.
Nhưng nhà quay phim Doãn Huyến và đạo diễn Trần Duy Hinh đã làm đơn khiếu nại, phản đối hồ sơ của ông Hải. Ông Hinh cho rằng khi thực hiện phim tài liệu Vài hình ảnh chiến thắng Xuân 1968, ông Hải lúc này mới học quay phim, thời lượng ông quay được không nhiều và trong danh đề phần quay phim không sắp theo thứ tự chữ cái, tên ông Hải đứng thứ 13 trong số 14 người. Ngoài ra, trong đợt xét duyệt năm 2005, ông đã trượt danh hiệu Nghệ sĩ nhân dân với tỉ lệ phiếu bầu là 3/7, trong lần xét duyệt năm 2012 ông cũng không có thêm tác phẩm đề cử mới nào. Cũng theo ông Trần Duy Hinh, với bộ phim Mùa xuân toàn thắng, ông Hải đóng vai trò sản xuất và chỉ làm "đạo diễn 2" của tập 4.
Tên của ông Hải sau đó đã bị rút khỏi danh sách xét duyệt chính thức được trình lên Chủ tịch nước. Chỉ vài ngày trước khi Bộ Văn hóa Thể thao và Du lịch công bố danh sách chính thức các nghệ sĩ được phong danh hiệu, đã có nhiều nghệ sĩ đứng ra ủng hộ Đặng Xuân Hải. Nghệ sĩ nhân dân Lê Thi và Nguyễn Khắc Lợi khẳng định tập 4 của phim Mùa xuân toàn thắng do Lê Thi và Đặng Xuân Hải đồng đạo diễn. Các Nghệ sĩ nhân dân Hải Ninh, Đặng Nhật Minh, Huy Thành, Trà Giang và nguyên Tổng Bí thư Lê Khả Phiêu cũng lên tiếng bảo vệ ông Hải, theo đạo diễn Huy Thành thì không nên vì một lá đơn khiếu nại duy nhất mà tạo tiền lệ không tính đến sự tín nhiệm từ đa số các hội viên còn lại.
Đến ngày 27 tháng 4 năm 2012, Chủ tịch nước Trương Tấn Sang đã ký quyết định số 533/QĐ-CTN trao tặng danh hiệu Nghệ sĩ nhân dân cho 73 nghệ sĩ, trong số này vẫn chưa có tên của ông Hải.
Ngày 15 tháng 5 năm 2012, danh sách xét duyệt được bổ sung 3 cá nhân là ông Đặng Xuân Hải (xét Giải thưởng Nhà nước và danh hiệu Nghệ sĩ nhân dân), họa sĩ Nguyễn Gia Trí (xét Giải thưởng Hồ Chí Minh) và nhà nghiên cứu Vũ Ngọc Liễn (xét Giải thưởng Nhà nước). Ngày 18 tháng 5, Chủ tịch nước Trương Tấn Sang đã có quyết định phong tặng danh hiệu Nghệ sĩ nhân dân cho ông Đặng Xuân Hải. Việc này diễn ra ngay trước lễ phong tặng chính thức danh hiệu cho ông một ngày.

## Tác phẩm
| Năm  | Phim                                     | Vai trò   | Vai trò  | Ghi chú                                         | Nguồn  |
| Năm  | Phim                                     | Quay phim | Đạo diễn | Ghi chú                                         | Nguồn  |
| ---- | ---------------------------------------- | --------- | -------- | ----------------------------------------------- | ------ |
| 1967 | Tập ảnh Thừa Thiên                       | Có        | Không    |                                                 | [ 20 ] |
| 1968 | Vài hình ảnh chiến thắng đầu Xuân 1968   | Có        | Không    | Tập thể phóng viên thực hiện quay phim          | [ 21 ] |
| 1972 | Quân dân Trị Thiên tấn công và nổi dậy   | Có        | Không    |                                                 | [ 22 ] |
| 1972 | Chiến thắng lịch sử Xuân 1972            | Có        | Không    |                                                 | [ 23 ] |
| 1975 | Chiến thắng lịch sử Xuân 1975            | Có        | Không    | Tập thể Xưởng phim Quân đội thực hiện quay phim | [ 24 ] |
| 1980 | Cuộc đụng đầu lịch sử                    | Không     | Có       | 14 tập - Nhiều đạo diễn - Đồng đạo diễn         | [ 24 ] |
| 1981 | Nước mắt nụ cười                         | Không     | Có       | Đạo diễn kiêm biên kịch                         |        |
| 1988 | Ka Chiu Sa Việt Nam                      | Không     | Có       |                                                 |        |
| 1989 | Thị xã vẫn yên tĩnh                      | Không     | Có       |                                                 |        |
| 1991 | Đường mòn Hồ Chí Minh – Đường Trường Sơn | Không     | Có       | Đồng đạo diễn                                   | [ 25 ] |
| 1997 | Mùa xuân toàn thắng                      | Không     | Có       | Đồng đạo diễn                                   | [ 26 ] |
| 2001 | Tiếng sóng                               | Không     | Không    | Giám đốc sản xuất                               |        |
| 2004 | Cột mốc vàng Điện Biên Phủ               | Không     | Có       |                                                 | [ 27 ] |

## Thành tựu

### Danh hiệu
- Nghệ sĩ ưu tú (1993).
- Nghệ sĩ nhân dân (2012).[28]

### Giải thưởng
| Năm  | Lễ trao giải                             | Hạng mục      | Tác phẩm                               | Kết quả       | Nguồn         |
| ---- | ---------------------------------------- | ------------- | -------------------------------------- | ------------- | ------------- |
| 1970 | Liên hoan phim Việt Nam lần thứ 1        | Phim tài liệu | Tập ảnh Thừa Thiên                     | Bông sen bạc  | [ 20 ]        |
| 1973 | Liên hoan phim Việt Nam lần thứ 2        | Phim tài liệu | Vài hình ảnh chiến thắng đầu Xuân 1968 | Bông sen vàng | [ 21 ]        |
| 1973 | Liên hoan phim Việt Nam lần thứ 2        | Phim tài liệu | Chiến thắng lịch sử Xuân 1972          | Bông sen bạc  | [ 23 ]        |
| 1973 | Liên hoan phim Việt Nam lần thứ 2        | Phim tài liệu | Quân dân Trị Thiên tấn công và nổi dậy | Bông sen bạc  | [ 22 ]        |
| 1977 | Liên hoan phim Việt Nam lần thứ 4        | Phim tài liệu | Chiến thắng lịch sử xuân 1975          | Bông sen vàng | [ 29 ] [ 30 ] |
| 1983 | Liên hoan phim Việt Nam lần thứ 6        | Phim tài liệu | Cuộc đụng đầu lịch sử                  | Bông sen vàng | [ 24 ] [ 31 ] |
| 1985 | Liên hoan phim Việt Nam lần thứ 7        | Phim tài liệu | Nước mắt nụ cười                       | Bông sen bạc  | [ 32 ]        |
| 1989 | Giải thưởng Điện ảnh 5 năm Bộ Quốc phòng |               | Thị xã vẫn yên tĩnh                    | Đoạt giải     |               |
| 1990 | Liên hoan phim Việt Nam lần thứ 9        | Phim tài liệu | Thị xã vẫn yên tĩnh                    | Bông sen bạc  | [ 33 ]        |
| 1998 | Giải thưởng Hội Điện ảnh Việt Nam 1997   | Phim tài liệu | Mùa xuân toàn thắng                    | Giải B        |               |
| 1999 | Liên hoan phim Việt Nam lần thứ 12       | Phim tài liệu | Mùa xuân toàn thắng                    | Bông sen bạc  |               |
| 2004 | Liên hoan phim Việt Nam lần thứ 14       | Phim tài liệu | Cột mốc vàng Điện Biên Phủ             | Bông sen bạc  | [ 34 ] [ 35 ] |